# 오유방
오유방(吳有邦, 1940년 9월 18일 ~ )은 대한민국의 정치인이다. 제9·10·13대 국회의원을 지냈다.

## 학력
- 회인국민학교 (~ 5학년)
- 교동국민학교 (졸업)
- 청주중학교 졸업
- 청주고등학교 졸업
- 1963년 서울대학교 행정학 학사

## 역대 선거 결과
|  | 25.56% |

|  | 29.00% |

|  | 29.12% |

|  | 31.80% |

|  | 36.39% |

|  | 32.56% |